# なごや・ロケーション・ナビ

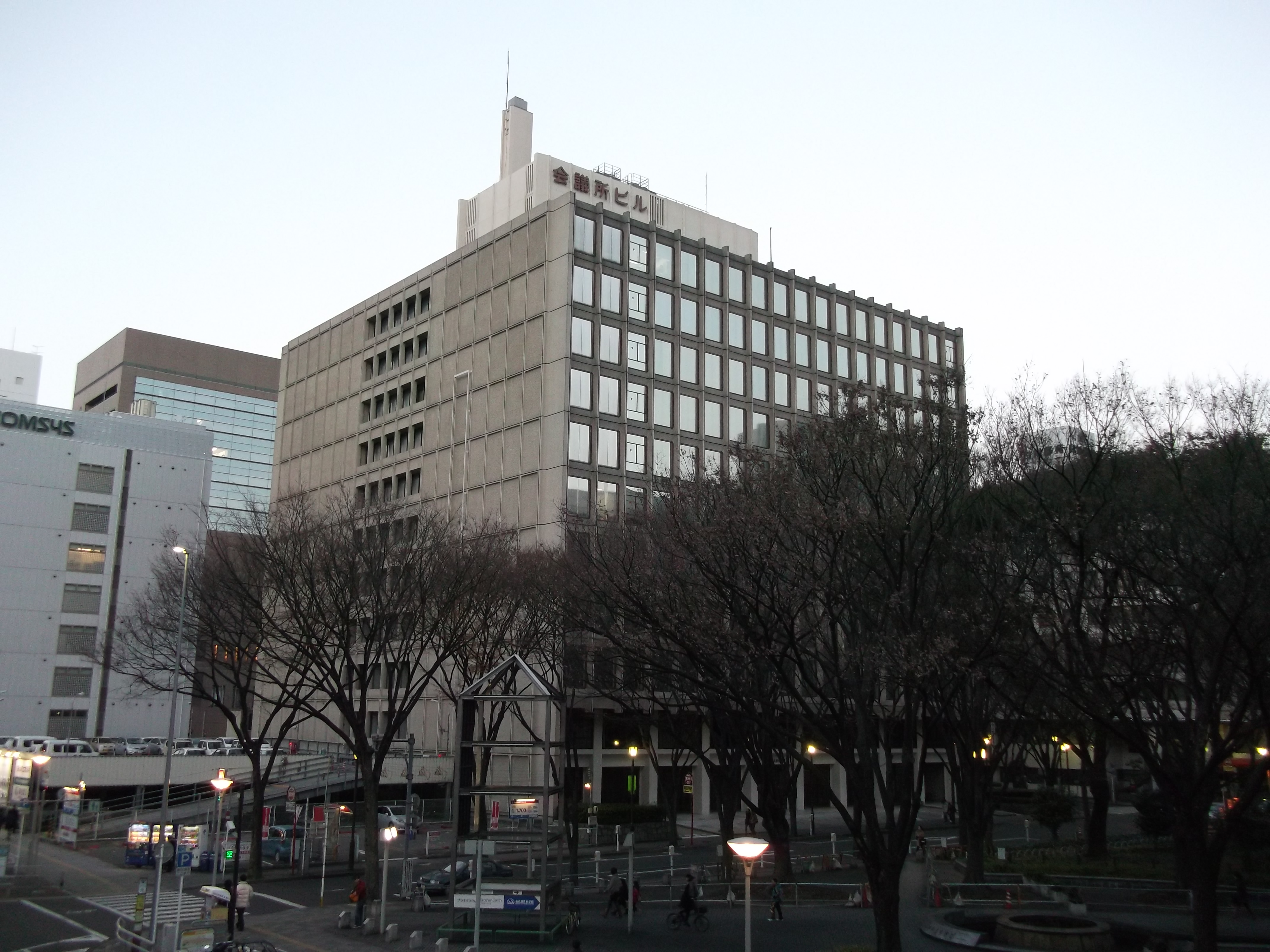
事務所が置かれている名古屋商工会議所ビル（2013年12月）

なごや・ロケーション・ナビは、愛知県名古屋市で行われる映画・ドラマ撮影の支援を行う団体（フィルム・コミッション）である。
2001年（平成13年）9月3日に設立。公益財団法人名古屋観光コンベンションビューローが運営している。
主な事業内容は「ロケ地の提案・紹介」や「撮影に必要なサービスを行う企業の紹介」、「エキストラの手配」などである。

## 主な支援作品

### テレビドラマ
- 名古屋嬢の恋
- 加藤家へいらっしゃい! 〜名古屋嬢っ〜[2]
- イタズラなKiss2（台湾ドラマ）
- NHK土曜ドラマ「監査法人」[3]
- NHKドラマ「鬼太郎が見た玉砕 〜水木しげるの戦争〜」[3]
- 検事霞夕子SP「豪華客船殺人クルージング」[3]
- 熱血ニセ家族[3]
- みこん六姉妹2[3]
- サムデイ（韓国ドラマ）
- なごや寿ロックンロール[3]
- 華麗なる一族[3]
- 金とくドラマ「マサさんがゆく」[3]
- 税務調査官・窓際太郎の事件簿16[3]
- ママ!アイラブユー[2]
- 海猿[2]
- いくつかの夜[2]
- ウォーターボーイズ2[2]
- NHK夜の連続ドラマ「トキオ 父への伝言」[2]
- ことぶきウォーズ[2]
- 時空警察[2]
- 英雄時代（韓国ドラマ）[2]
- ダムド・ファイル[2]
- キッズ・ウォースペシャル[2]
- ドラマ30「キッズ・ウォー4〜ざけんなよ〜」[4]
- 新・キッズウォー[2]
- 火曜サスペンス劇場「下町・銭湯騒動記」[4]
- 愛の110番[2]
- ドラマ愛の詩「天使みたい」[2]
- エスパー魔美[4]
- はぐれ刑事純情派[4]
- 花より男子2（リターンズ） [3]
- OLにっぽん[3]
- そうか、もう君はいないのか[3]
- 官僚たちの夏[5]
- 鉄の骨[6]
- 名古屋やっとかめ探偵団[6]
- おかげ様で![6]
- 秘録 燃えた名古屋城 戦火から国宝を守った男　小栗鉄次郎
- SPEC〜警視庁公安部公安第五課 未詳事件特別対策係事件簿〜[5]
- 新春東京ツアー どえりゃあ婆ちゃん探偵団 〜湯けむりパラダイスの怪事件〜[6]
- モウソウ刑事![6]
- リバウンド[6]
- 女刑事・左近山響子[6]
- 坂の上の雲[5]
- 外交官・黒田康作[6]
- 赤と黒(韓国ドラマ)
- ランナウェイ〜愛する君のために[6]
- よる☆ドラ 本日は大安なり[6]
- 運命の人[6]
- 連続テレビ小説 わろてんか

### 映画
- 新仁義なき戦い - 謀殺[4]
- ドラッグストア・ガール[4]
- ゲロッパ![4]
- ミラーを拭く男[4]
- 笑の大学[2]
- GAIJIN2（ブラジル映画）[4]
- 春の雪[2]
- ミラクルバナナ[2]
- 小さき勇者たち〜ガメラ〜
- 長い散歩[2]
- あなたを忘れない[3]
- 黄色い涙[3]
- 大日本人[2]
- クロサギ[3]
- 20世紀少年[5]
- ビルと動物園[3]
- ジェネラル・ルージュの凱旋[5]
- 築城せよ![5]
- 僕の初恋をキミに捧ぐ[5]
- ゼロの焦点[5]
- 心中天使[5]
- SP THE MOTION PICTURE「革命篇」[5]
- アンダルシア 女神の報復[5]
- WAYA! 宇宙一のおせっかい大作戦[5]
- ステキな金縛り[5]
- ギャルバサラ -戦国時代は圏外です-[6]
- 聯合艦隊司令長官 山本五十六
- ALWAYS 三丁目の夕日'64[5]
- 私の妻のすべて(韓国映画)[6][7]

### バラエティ
- C-POP world 恋し☆チャイナ!

## 事務局所在地
愛知県名古屋市中区栄二丁目10番19号 名古屋商工会議所ビル11階（名古屋観光コンベンションビューロー内）